# Овидиопол
Овидиопол (на украински: Овідіополь) е селище от градски тип в Южна Украйна, Одески район на Одеска област. Населението му е около 11 818 души.
Стара крепост с имена: Черниград – Чорнігрод – Хаджидер, Хаджи дере и Гаджидер